# Muhammetnazar Gapurow
Muhammetnazar Gapurowiç Gapurow (russisch Мухамедназар Гапурович Гапуров Muchamednasar Gapurowitsch Gapurow; * 15. Februar 1922 bei Tschardschou, Turkestanische ASSR; † 13. Juli 1999 in Bersengi) war von 1969 bis 1985 Generalsekretär der kommunistischen Partei der Turkmenischen SSR innerhalb der Sowjetunion.

## Leben
Gapurow wurde 1922 nahe der Stadt Tschardschou, dem heutigen Türkmenabat, geboren und trat schon früh der sowjetischen Jugendorganisation Komsomol und später der KPdSU bei. In Tschardschou absolvierte er am dortigen staatlichen pädagogischen Institut eine Ausbildung als Lehrer. Von 1941 bis zu seiner Verwundung 1943 diente er in der Roten Armee im Zweiten Weltkrieg. Gapurow wurde in seine Heimat entlassen und begann dort als Lehrer zu arbeiten.
Gapurow engagierte sich stark in der kommunistischen Partei und stieg in deren Rangfolge immer weiter auf. Von 1951 bis 1955 leitete er die Komsomol der turkmenischen SSR und übernahm später weitere wichtige Aufgaben der Partei, bis er schließlich 1969 Generalsekretär in seiner Heimatrepublik wurde und in diesem Amt Balyş Öwezow ablöste.
Während seiner Amtszeit erlebte die turkmenische SSR zunächst einen großen Aufschwung. Der Lebensstandard stieg deutlich an und es erfolgten große Modernisierungen, insbesondere in der Gas- und Erdölindustrie. Gegen Ende der 1970er Jahre kam es jedoch durch Misswirtschaft und Zentralisierungsversuche zu einer Stagnation des turkmenischen Wirtschaftswachstums. Insbesondere in den letzten Jahren seiner Amtszeit blühte die Korruption und Vetternwirtschaft. Nach einem Skandal in der Baumwollindustrie wurde Muhammetnazar Gapurow schließlich durch Parteichef Michail Gorbatschow von seinem Posten entfernt und durch Saparmurat Nijasow, den späteren turkmenischen Diktator, ersetzt.
Gapurow distanzierte sich daraufhin vollständig von der Politik. Ende der 1990er Jahre begann er seine Memoiren zu schreiben, starb jedoch 1999 in der Nähe des Dorfes Bersengi in seiner Datscha, bevor er den Bau vollenden konnte. Er wurde in Aschgabat beerdigt.

## Auszeichnungen
- Held der sozialistischen Arbeit (1981)
- 5 × Leninorden
- 3 × Orden des Roten Banners der Arbeit
- Ehrenzeichen der Sowjetunion